# Museu da Prisão Qasr

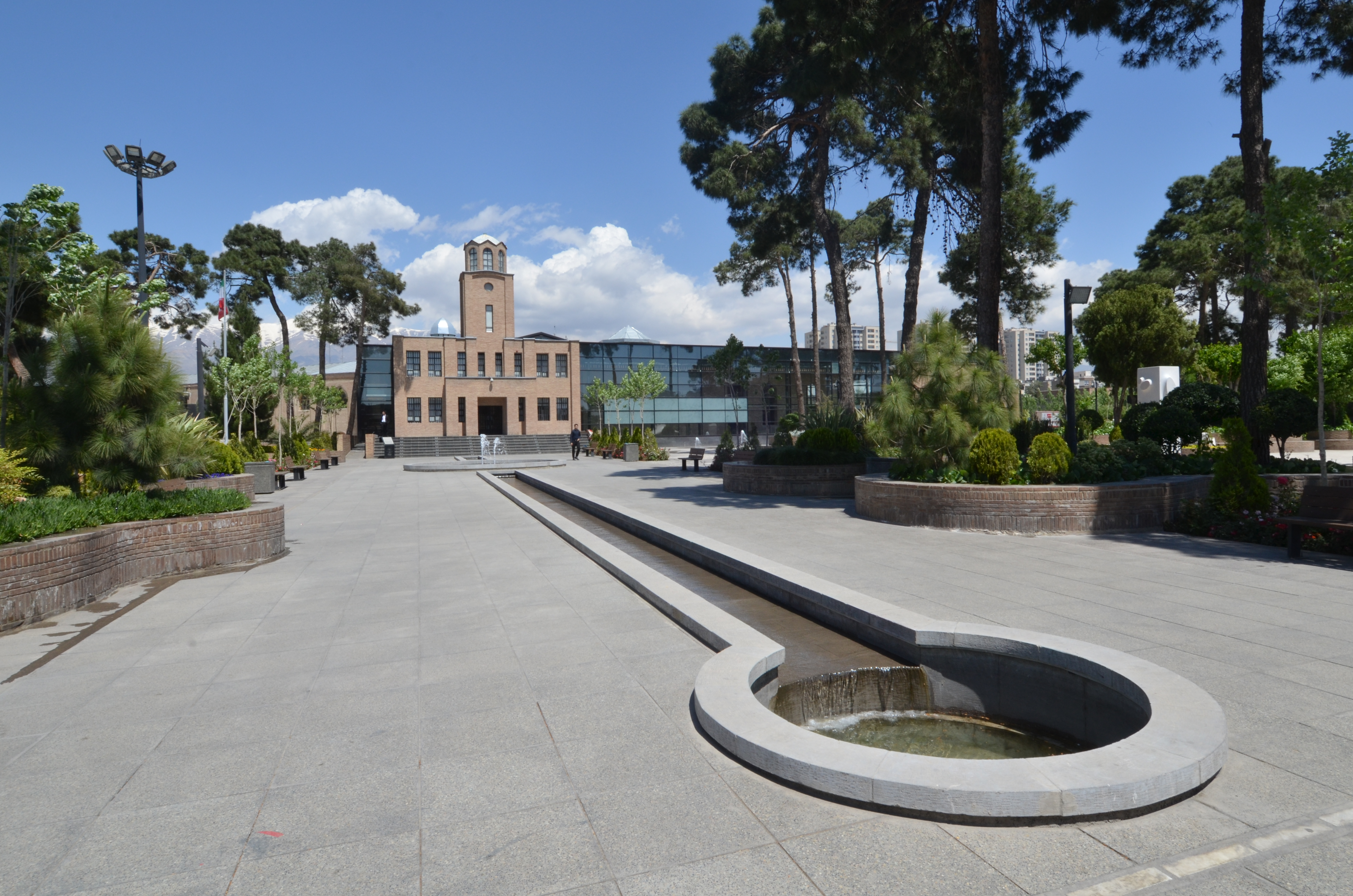

O Museu da Prisão de Qasr (em persa: موزه‌ زندان قصر muze-ye zendan-e qasr) é um complexo histórico em Teerã, Irã.
Anteriormente referida como a Prisão Qasr (زندان قصر zendan-e qasr, "Prisão do Castelo"), foi uma das mais antigas prisões políticas no Irã, que é agora um complexo de museus cercado por um parque público.

## História
Qasr foi originalmente construído em 1790 como um palácio com extensos jardins dos quais nada mais restou, no reinado de Fath-ali Shah da Dinastia Qajar. Em 1929, foi reaproveitado como uma prisão, o primeiro centro moderno de detenção no país, no qual os prisioneiros tinham direitos legais. Nikolai Markov, um arquiteto georgiano que se estabeleceu no Irã depois da Revolução Russa, fez a reconstrução, combinando design industrial urbano com características tradicionais iranianas, como tijolos de adobe, que ficaram conhecidas como tijolos markovianos. Tinha 192 quartos para 700 prisioneiros, dos quais cerca de 100 celas eram solitárias. Aqui Ahmad Ahmadi, conhecido pelos prisioneiros simplesmente como "Dr. Ahmadi", administrou injeções de ar letais a vários opositores de Reza Shah, como o poeta Mohammad Farrokhi Yazdi. Depois que Reza Shah foi derrubado pela invasão anglo-soviética do Irã em 1941, o próprio Ahmadi foi julgado pelos assassinatos e executado em 1943.
Para Mohammad Reza Shah, serviu como uma câmara de tortura e execução daqueles que se opunham ao seu regime. Em suas células escuras e cheirosas, o aiatolá Khomeini, Ali Khamenei, Morteza Motahhari e o aiatolá Taleqani foram detidos. Em 11 de fevereiro de 1979, 1.000 mulheres foram libertadas da prisão. Após a Revolução de 1979, muitos funcionários civis e militares de Mohammad Reza Pahlavi foram detidos e executados na prisão, incluindo Nader Jahanbani e Amir Hossein Rabi'i; Major-General Manuchechr Khosrodad e Primeiro Ministro Amir Abbas Hoveida foram presos em Qasr antes de serem executados no telhado da Escola Refah, onde Khomeini havia estabelecido seu quartel general.
Nas décadas seguintes, a prisão caiu em desuso até que em 2005 foi anunciado pela ICHTO que o complexo se tornaria um museu. Em 2008, foi doado ao governo municipal. Reaberto em 2012, os antigos prédios e escritórios da prisão foram transformados em prédios de museus, cercados por um parque público que leva o mesmo nome. Abriga muitos eventos culturais, como o festival Nowrooz. De acordo com a Agência de Notícias dos Estudantes Iranianos, a Qasr foi nomeada o museu mais criativo do país em 2013.